# Најтмјут (Аљаска)
Најтмјут (енгл. Nightmute) град је у америчкој савезној држави Аљаска.

## Демографија
По попису из 2010. године број становника је 280, што је 72 (34,6%) становника више него 2000. године.
| Група             | 2000.     | 2010.     |
| Белци             | 11 (5,3%) | 13 (4,6%) |
| Афроамериканци    | 0 (0,0%)  | 0 (0,0%)  |
| Азијати           | 0 (0,0%)  | 0 (0,0%)  |
| Хиспаноамериканци | 2 (1,0%)  | 7 (2,5%)  |
| Укупно            | 208       | 280       |